# Мосты (журнал)
Мосты — литературный журнал на русском языке, издающийся с 2004 года по текущее время в Германии. Размещает на своих страницах произведения русских писателей-эмигрантов.

## История
Выходит с января 2004 года в Германии во Франкфурте-на-Майне. С 2004 года группой переводчиков издательства «Р.Валент» под руководством Матюшина Игоря Михайловича переводит выпуски печатая в среднем 10 000 экземпляров в Москве. С 2013 год журнал включен в Российский индекс научного цитирования (РИНЦ).

## Концепция
Объединяет на своих страницах русских писателей-эмигрантов. Позиционирует себя, как наследник литературных задач, которые в своё время выполняли русские зарубежные журналы «Современные записки», «Грани» и «Континент».

## Редакция и структура журнала
Редактор — Владимир Батшев.
Редакционное совещание — Леонид Ицелев, Галина Чистякова, Семен Резник, Владимир Порудоминский, Берта Фраш, Ара Мусаян, Евсей Цейтлин, Анатолий Либерман, профессор Виктор Фет.

## Авторы
Среди авторов — Леонид Борич, Михаил Ландбург, Рудольф Фурман, Борис Хазанов, Анатолий Либерман, Евгений Терновский, Владимир Марамзин, Владимир Штеле, Генрих Кац, Владимир Порудоминский, Виктор Фет, Виталий Раздольский, Борис Майнаев, Семен Ицкович, Ильдар Ахметсафин, Ирина Емельянова, Светлана Кабанова, Анатолий Аврутин, Константин Преображенский, Генрих Шмеркин, Марина Генчикмахер, Вера Корчак, Александр Урусов и другие.